# Nicolas Fréret
Nicolas Fréret, född 15 januari 1688 i Paris, död 8 mars 1749 på samma ort, var en fransk historiker och lingvist.

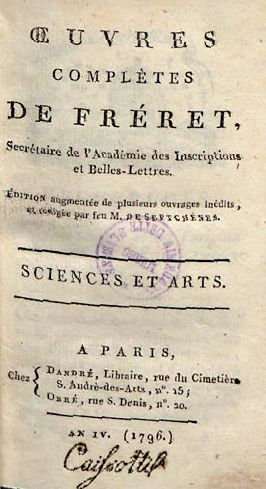
Sciences et arts, 1796

Fréret började studera juridik för att följa i sin fars fotspår, men intresserade sig sedan för andra ämnen. Han kan lätt inordnas bland upplysningsfilosoferna.1714 författade han ett arbete om frankernas ursprung, vilket fick till följd att han spärrades in i Bastiljen, eftersom skriften sågs som farlig för monarkin. 1716 blev Fréret medlem av Académie des inscriptions, vars ständige sekreterare han blev 1742. Hans många skrifter behandlar historia, kronologi, geografi, mytologi och religion och han framstår ofta som en lärd och originell kritiker, mån om att skilja det mytiska från det historiska. Fréret var en av de första lärda i Europa som lärde sig kinesiska.
Efter Frérets död publicerade Baron d'Holbach flera av hans verk som försvarar en ateistisk ståndpunkt. De mest kända är Examen critique des apologistes de la religion chrétienne (1766) och Lettre de Thrasybule à Leucippe (1768).